# حرية التجمع

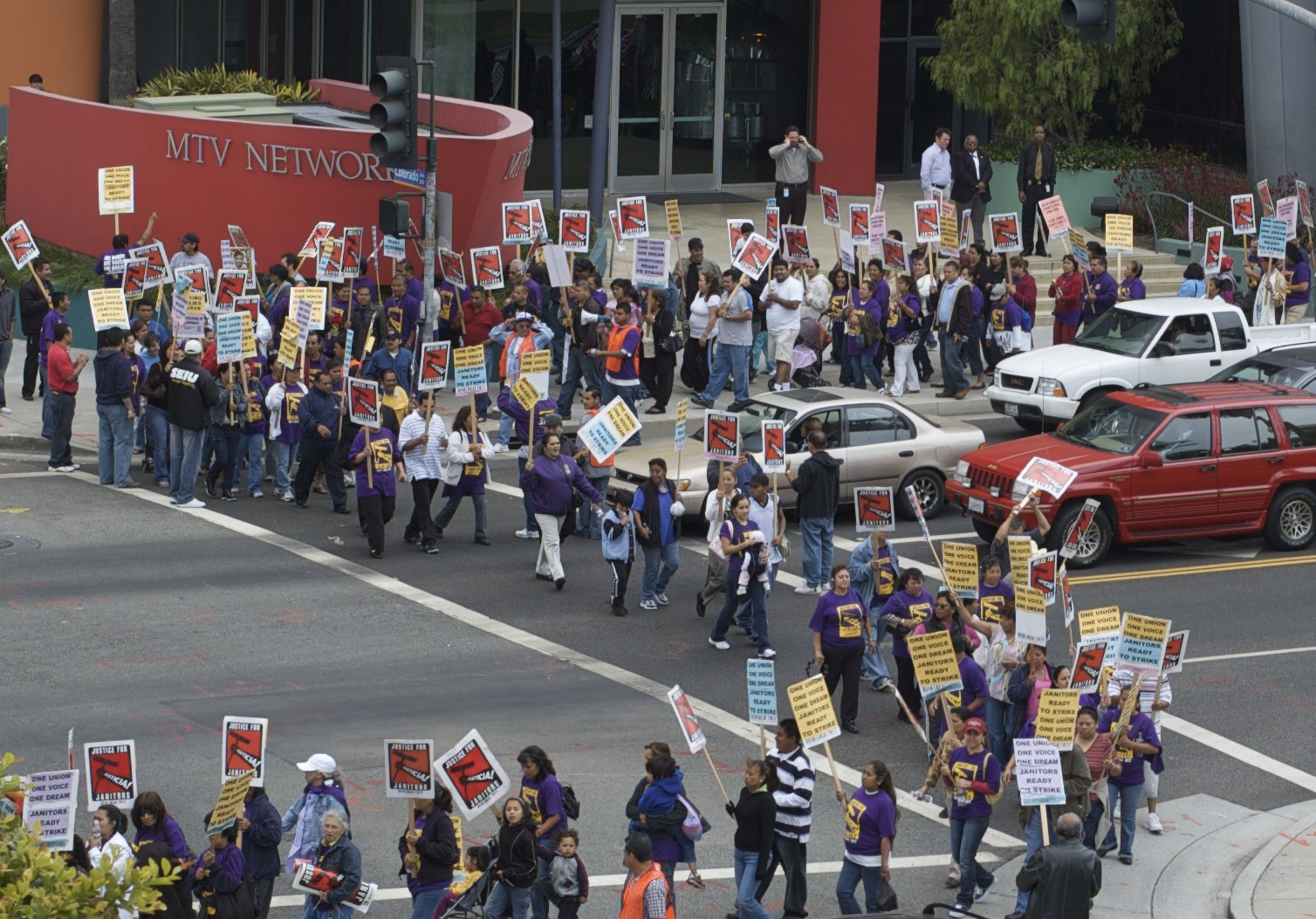
أحد التظاهرات في كاليفورنيا، حيث يعتبر التظاهر أحد أشكال حرية التجمع.

حرية التجمع أو حرية الاجتماع هي حق الفرد في التجمُع مع أفراد آخرين ليعبروا وينشروا ويدافعوا عن أفكارهم، كما أنه الحق في تشكيل أو الانضمام إلى منظّمات وجمعيات ومجموعات رسمية وغير رسمية، ويشمل أيضا الحق في عدم الإكراه على الانضمام للجمعيات. ويستخدم هذا المصطاح بالتبادل مع حرية التنظيم. تعد حرية التجمع هي أحد عناصر حقوق الإنسان المنصوص عليها في الإعلان العالمي لحقوق الإنسان الذي أقرّته منظمة الأمم المتحدة في المادة 20 تحت نص: «لكل شخص الحق في حرية الاشتراك في الجمعيات والجماعات السلمية.»
قد يُستخدم المصطلحان «حرية التجمع» و«الحرية النقابية» للتفريق بين حق الاحتشاد في الأماكن العامة، وحق الانضمام لنقابة ما، إذ يُستخدم مصطلح حرية التجمع غالباً في سياق حق التظاهر، بينما يُوّظف الآخر في سياق حقوق العماّل، وفي دستور الولايات المتحدة الأمريكية يتم تفسيره على أنه حرية التجمع والانضمام لنقابة ما معاً.
ويمكن أن تتخذ التجمعات أشكالاً متنوعة، إذ يستطيع الفرد ممارسة حقه في التجمع من خلال المشاركة في مظاهرات ومسيرات، بالإضافة إلى حضور اجتماعات في حدائق عامة على سبيل المثال، أو جلسات، أو إضرابات، أو عروض مسرحية عامة أو وقفات احتجاجية.
ولكن حرية التجمع غير مطلقة، إذ تخصص معظم الأحكام الدستورية والقانونية المتعلقة بهذا الحق التجمعات السلمية فقط بالحماية، من جهة أخرى تكون التجمعات السلمية الحاملة لرسائل سياسية مسيئة أو أفكار دينية «مهرطقة» محميّة عموماً بموجب القانون الدولي، على سبيل المثال تفسر منظمة الحماية والتعاون الأوروبية كلمة «سلمي» بحيث تشمل «السلوك الذي قد يزعج أو يشكل إساءة للأفراد المعاكسين للأفكار أو الادعاءات التي ينادي بها ذاك الحشد المتجمع بالذات». 
وقد يستلزم حشدتجمعات في الأماكن العامة الحصول على إذن مسبق أحياناً، وتحد مشاكل الضجيج والازدحام من ممارسة حق التجمع، كما تمتلك الشرطة السلطة القانونية لتفريق أو تعطيل أي حشد يهدد السلامة العامة، غير أن البيروقراطيات قد تسيء استخدام هذه الصلاحية لمنع أو تعطيل التجمعات التي تعبر عن آراء سياسية غير شائعة، أو أفكار دينية غير تقليدية.
وغالباً ما تحدّ الدول الشيوعية، والاستبدادية والإسلامية من حق حرية التجمع، نظراً لمواقف تلك الدول تجاه التعددية السياسية أو الحرية الدينية. 

## أهمية حرية التجمع
يتم اعتبار حرية التجمع عموماً كإحدى أساسات الدولة الديمقراطية، فتُعد من الوسائل التي يمكن أن يُحدث الشعب بواسطتها تغيراً اجتماعياً في تلك الدول.
لذا تكون حماية هذا الحق ضرورية لإنشاء مجتمع منفتح ومتسامح، حيث تتعايش المجموعات المختلفة والمتنافسة غالباً في بيئة تعددية، كما تُعد حرية التجمع ضرورية لتطور الثقافة والتعبير عنها، بالإضافة إلى الحفاظ على هويات الأقليات. 

## التزامات الدولة
في المجتمعات الديموقراطية، يمكن لمنظّمي التجمعات أن يختاروا الوقت والمكان الأمثلين بمنظورهم للتعبير عن آرائهم وإيصال رسالتهم، وتوجد بعض الالتزامات التي قد تفرضها الدول الديموقراطية شرعياً على أحداث عمومية كهذه دون الإخلال بجوهر حرية التجمع، فمثلاً من المشروع منع مظاهرة صاخبة عمداً في منتصف الليل، لأنها قد تزعج العديد من الأشخاص بشكل غير متناسب، بالمقابل من غير القانوني رفض بلاغ لحشد مظاهرة صاخبة أمام مبنى البرلمان خلال جلسة يعقدها، لكن قد يكون رفض طلبٍ بإغلاق جميع الطرق المهمة المؤدية لمدينة معينة ليوم كامل من أجل مسيرة حاشدة أمراً قانونياً، لأن ذلك سيمنع آلاف الأشخاص من إيصال أطفالهم من وإلى المدرسة، أو سيعطل وصول سيارات الإسعاف للمستشفيات في الوقت المناسب، وهكذا. 
وتمتلك الدولة التزامات سلبية وإيجابية تخص المظاهرات السلمية، تتمثل السلبية منها في عدم إمكانية تدخل الدولة والشرطة بأية مظاهرة سلمية أو منعها، بالمقابل يكمن الالتزام الإيجابي في مساعدة المظاهرات السلمية وحمايتها، من خلال تنظيم حركة المرور، والمحافظة على النظام العام، وحماية المتظاهرين ممّن يودّون إزعاج المظاهرة.
وقد تنطلق مظاهرات دون أن تلاحظها الشرطة، إما لأنها تنشأ عفوياً أو لأنها تكون قد مُنعت قانونياً، ولكن يجب التأكيد على أن عدم الإبلاغ عن المظاهرة لا يعطي الدولة الحق في استخدام القوة ضد المظاهرات السلمية، ولا يعني أن الشرطة مخولة بالتدخل مباشرةً.

## فائدة للمجتمع
لا يجوز للسلطات أن تحدّ من حرية التجمع لمجرد أن المنظِّمين يودّون التعبير عن أفكار غير شائعة، أو لاعتقاد المسؤولين أنها تعارض مصالح المجتمع على المدى البعيد، لكن بالطبع يمكن للسلطة تفريق المظاهرة قانونياً إذا هددت السلامة العامة، فمثلاُ عندما تتطور المظاهرة السلمية لتصبح عنيفة، فيبدأ المتظاهرون بإضرام النيران في السيارات أو اقتحام المتاجر على سبيل المثال، يحق للشرطة قانونياً أن تستخدم القوة لتفريق الحشد، وبالتالي حماية ملكيات وسلامة المواطنين الآخرين، علماً أن استخدام القوة في هذه الحالة يجب ألا يتعدى الحد الأدنى المطلوب لاستعادة الحياة الطبيعية فقط.
ويستفيد المجتمع من إتاحة حشد التجمعات الحرة بطرق مهمة، إذ تٌعتبر حرية التجمع وسيلة ضرورية يستطيع الشعب من خلالها التعبير عن آراءه للقادة والأفراد الآخرين في المجتمع، وتحفّز الحوار والتنوع العامّين، كما تُعد أداة مناسبة لتحقيق التغيرات في المجتمع.
ونظراً لتطلّب تنظيم مسير ما مصادر أقل نسبياً بالمقارنة مع الطرق الأخرى للمناداة برسالة معينة، يُعد وسيلة معتمدة باستمرار من قِبل العاجزين الذين لا يستطيعون إيصال أصواتهم بطريقة أخرى، فمن الضروري التذكر أن حرمان الفرد من حقه في الإجهار بكلامه، يعني حرمانه من كرامته.